# Delta Force: Black Hawk Down – Team Sabre
Delta Force: Black Hawk Down – Team Sabre é um pacote de expansão do jogo eletrônico de tiro em primeira pessoa Delta Force: Black Hawk Down desenvolvido pela NovaLogic.
Team Sabre adiciona mais armas que podem ser usadas em servidores que possuem o Delta Force: Black Hawk Down original. A expansão Team Sabre dá ao jogador uma nova equipe, uma unidade de elite britânica da SAS. Ao contrário do jogo original, que é baseado em eventos reais, o pacote de expansão oferece ao jogador duas campanhas fictícias antiterroristas, combatendo o general renegado Haatim Jaareah Kalb no Irã e o traficante evasivo Antonio Paulo nas selvas da Colômbia. O pacote de expansão conta com diversos cenários, como plataformas de petróleo no deserto do Oriente Médio e as selvas da América do Sul. A principal diferença da expansão para jogo original é a dificuldade, com menos salvamentos, menos missões em ambientes urbanos e níveis mais longos.
A Sierra Entertainment e a Novalogic anunciaram em outubro de 2006 que uma versão para PlayStation 2 de Delta Force: Black Hawk Down – Team Sabre iria ser lançada no final de novembro de 2006. A versão para PlayStation 2 foi novamente desenvolvida pela Rebellion Developments, a mesma que desenvolveu a versão do jogo original para o console da Sony. A versão desenvolvida pela Rebellion usando uma versão melhorada do motor Asura usada no jogo original, é redesenhada e bastante diferente das versões para computadores, com recursos adicionais, armas e veículos não vistos na versão original para PC.

## Sinopse

### Campanha da Colômbia
Após a descoberta pela Guarda Costeira de um grande carregamento de drogas e armas para os Estados Unidos, a inteligência americana revelou que um poderoso traficante, Antonio Paulo, está tentando aumentar seu poder em partes da Colômbia. Esse traficante controla regiões inteiras em partes remotas do país e emprega muitos guerrilheiros bem armados para lutar por ele em troca de dinheiro e armas para ajudar sua causa antigovernamental. Ele é conhecido por suas ações criminosas, incluindo a tortura de soldados colombianos e americanos capturados.

### Campanha do Irã
O governo fundamentalista do Irã deu lugar a uma administração menos radical, amiga do Ocidente. Uma parcela significativa do antigo governo e apoiadores, horrorizada com a adoção pelo governo atual de relações econômicas com as potências ocidentais consideradas "corruptas e moralmente más", pegou em armas numa segunda revolução contra o Estado. Enquanto as forças do governo auxiliadas pelas tropas da OTAN conseguiram manter o controle de Teerã, rebeldes fundamentalistas, entre eles o general renegado Haatim Jaareah Kalb, tomaram o controle do terminal de petróleo na ilha de Kharg e das instalações de produção ao norte de Bandar Shahpur. O petróleo representa três quartos da economia do Irã e um sério risco para os interesses dos investidores ocidentais. A OTAN e a ONU concordaram que é necessária uma intervenção militar liderada pelos Estados Unidos para incursar na ilha de Kharg, remover os rebeldes e capturar ou eliminar o general Kalb. A Delta Force (Força Delta) foi encarregada de ser a ponta de lança das forças da coalizão, incluindo unidades britânicas da SAS.

## Multijogador
O multiplayer de Team Sabre usa uma versão levemente aprimorada do motor de Delta Force: Black Hawk Down com recursos de suporte a mods para criar campos de batalha exclusivos para vários jogadores. A novidade é que o multiplayer de Team Sabre possui 30 novos mapas. O Free Mayhem (caos livre) do multiplayer suporta até 64 jogadores via NovaWorld e até 50 jogadores em uma LAN (tbd).

## Recepção
Ao contrário do seu título original, Delta Force: Black Hawk Down – Team Sabre recebeu críticas negativas em sua versão para PC. A versão para PlayStation 2 recebeu críticas geralmente "desfavoráveis" de acordo com o agregador de análises de videogames metacritic.